# Управление данными
Управление данными (англ. data management) — процесс, связанный с созданием, изменением и удалением данных, организацией их хранения и поиска.

## Процессы управления данными
- Анализ данных
- Архитектура данных
- Добыча данных
- Защита данных[англ.]
- Извлечение, преобразование и загрузка данных
- Моделирование данных
- Обеспечение качества данных
- Работа с хранилищами данных
- Управление базами данных
- Управление метаданными[англ.] (репозиториями данных)
- Шифрование данных

## Методологии управления данными
- MIKE2.0[англ.]
- DAMA-DMBoK — свод знаний по управлению данными (англ. Data Management Body of Knowledge) выпущенный Data Management Association

## Поставщики ПО
По итогам 2019 года аналитиков Gartner их «магический квадрант» включает следующих производителей ПО для управления метаданными:
| претенденты (сhallengers) Data Advantage Group       | лидеры (leaders) Alation Informatica Collibra Erwin Oracle SAP IBM Adaptive ASG Infologix Smartlogic Alex Solutions |
| нишевые игроки (niche players) data.world Global IDs | провидцы (visionaries) Semantic Web Company Syniti                                                                  |